# Folkeoplysningsloven
Folkeoplysningsloven, formelt Lov om støtte til folkeoplysende voksenundervisning, frivilligt folkeoplysende foreningsarbejde og daghøjskoler samt om Folkeuniversitetet, er en dansk lov, der sikrer styring og kontrol for voksenuddannelse og folkeoplysning, der finder sted i bl.a. foreninger, aftenskoler, daghøjskoler og på Folkeuniversitetet. Loven fastslår, at kommunerne skal yde støtte til folkeoplysende og idébestemt arbejde. 
Den første folkeoplysningslov blev vedtaget i Folketinget i maj 1990 og trådte i kraft 1. januar 1991. Indtil 1991 havde man haft en såkaldt fritidslov (Lov om fritidsundervisning), der blev vedtaget første gang i 1969. Den nye folkeoplysningslov havde baggrund i et 10 punkts-program for voksenundervisning og folkeoplysning, der blev udarbejdet i 1984 efter et længere forsøgs- og udviklingsarbejde.
Formålet med Folkeoplysningsloven er, at styrke den enkeltes evne og lyst til at tage ansvar for sit eget liv samt lysten til at deltage aktivt i samfundets liv. Grundloven § 78 giver ret til stiftelse af forening uden styring eller kontrol fra det offentlige, blot foreningens formål er lovlig. Såfremt den pågældende forening ønsker økonomisk tilskud fra det offentlige, skal foreningens vedtægt dog være udformet efter folkeoplysningslovens bestemmelser.
I hver kommune er der valgt et folkeoplysningsudvalg, der afgør hvorvidt vedtægt og drift foregår efter betingelserne i folkeoplysningsloven. En af betingelserne er 'aktivt' medlemskab blandt medlemmerne. Det vil sige, at begrebet 'passivt' medlemskab isoleret set ikke er muligt efter folkeoplysningslovens bestemmer. Endvidere definerer folkeoplysningsloven, hvorledes demokrati skal fortolkes. Foreninger der ikke er underlagt folkeoplysningsloven, kan selv definere hvorledes foreningen demokratisk skal defineres og forvaltes. Folkeoplysningsudvalget beslutter desuden, hvordan kommunens tilskud til det folkeoplysende arbejde skal fordeles. Medlemmerne af de kommunale folkeoplysningsudvalg er et antal repræsentanter fra kommunens foreninger samt et antal medlemmer af kommunalbestyrelsen. Udover afgørelserne om tilskud fungerer udvalget desuden som høringspart i beslutninger, der vedrører foreningslivet i kommunen.
Lovgrundlaget for udformningen af foreningens vedtægt bliver således afgørende for i hvilken grad foreningens selvstyre bevares. Hvis foreningen drives efter grundlovens bestemmelser vil der være langt større muligheder for at drive foreningen efter selvstændigt ståsted, mens den 'kommunale forening' er begrænset efter folkeoplysningslovens bestemmelser, hvor kontrol og styring forvaltes af kommunen. Fordelen ved at drive en forening efter folkeoplysningslovens bestemmelser er derimod, at det offentlige er forpligtet til at yde økonomisk tilskud samt udlån af lokaler til foreningen. 
Folkeoplysningsloven er ændret flere gange, senest i 2006.
Såfremt borgeren ønsker at stifte en forening og ønsker svar på spørgsmål i forbindelse med udformning af vedtægt, kan der rettes henvendelse til idrætsforbundet for den pågældende idrætsgren og/eller kommunen.